# 16-й/5-й уланский полк
16-й/5-й Её Величества королевский уланский полк (англ. 16th/5th The Queen's Royal Lancers) — кавалерийский полк Британской армии. Он был сформирован в результате слияния 16-го Её Величества уланского полка (16th The Queen’s Lancers) и 5-го королевского ирландского уланского полка (5th Royal Irish Lancers) в 1922 году. Причина нетипичного названия полка (когда высший номер предшествует низшему) заключалась в том, что 5-й полк был переформирован в 1858 году почти через 60 лет после расформирования, и при переформировании получил старшинство после 17-го уланского полка. После участия во Второй мировой войне и войне в Персидском заливе полк был объединён с 17/21-м уланским полком в Её Величества королевский уланский полк в 1993 году.

## История

### Вторая мировая война
Полк был сформирован в Лакхнау в Индии путём слияния 16-го Её Величества уланского полка и 5-го королевского ирландского уланского полка 11 апреля 1922 года. В 1926 году полк переехал в Великобританию, но в 1936 году вернулся в Индию и базировался там, когда началась Вторая мировая война. Полк вернулся в Великобританию в 1940 году, войдя в состав 26-й бронетанковой бригады 6-й бронетанковой дивизии. В составе этого соединения полк участвовал в битве за перевал Кассерин в феврале 1943 года и осаде Туниса в мае 1943 года, затем высадился в Неаполе в январе 1944 года и принял участие в битве за Монте-Кассино в мае 1944 года.

### Послевоенное время
В конце войны полк был размещен в морских казармах Флуг в Шлезвиге, но в конце 1946 г. был переведён в лагерь Лулворт. Принцесса Елизавета стала полковником-главнокомандующим полка в 1947 г., а после её восшествия на престол полк был переименован в 16-й/5-й Её Величества королевский уланский полк (16th/5th The Queen's Royal Lancers) в 1954 г. Полк был переброшен в Египет в марте 1948 г. и в Ливию в феврале 1950 г. В июле 1953 г. он был переброшен в качестве противотанкового полка в 33-ю бронетанковую бригаду, базировавшуюся в казармах Athlone в Зеннелагере возле Падерборна, а затем переведен в лагерь Уэйтуит (Waithwith Camp) в гарнизоне Каттерик в феврале 1957 г. Он присоединился к 12-й пехотной бригаде и переехал в казармы Imphal в Оснабрюке в апреле 1959 г.
Полк направил эскадроны в Аден и в Гонконг в ноябре 1963 г., а затем вновь стал танковым полком в казармах Аливал в лагере Тидворт в декабре 1964 г. Он присоединился к 11-й пехотной бригаде и переехал в казармы Ламсден в Бад-Фаллингбостеле в январе 1968 г. В ноябре 1971 года, в разгар «смуты», стал резидентским батальоном в лагере Лисанелли в Оме, а затем вернулся в казармы Аливал в Тидворте в мае 1973 года. Оттуда он перебросил эскадроны на Кипр и в Гонконг. Он вернулся в Западную Германию в качестве разведывательного полка и разместился в казармах Нортгемптон в Вольфенбюттеле в октябре 1974 года. Оттуда он снова перебросил подразделения в Северную Ирландию.
В ноябре 1980 года полк переехал в лагерь Бовингтон в качестве полка центра RAC, а в январе 1983 года он переехал в казармы Ассайе в Тидворте в качестве полка разведки 1-й пехотной бригады, направляя подразделения для выполнения миротворческих функций в Бейрут в декабре 1983 года и на Кипр в январе 1984 и январе 1985 годов. В ноябре 1986 года он стал полком разведки 4-й бронетанковой дивизии, базировавшейся в казармах Харевуд в Херфорде, а в декабре 1990 года был переброшен в Персидский залив для участия в войне в Персидском заливе. Его последняя роль — полк разведки 19-й пехотной бригады, базировавшейся в казармах Карвер в Дебдене в июле 1991 года. Оттуда он перебросил подразделения на Кипр..
В 1993 году, в рамках сокращения сил после окончания холодной войны, он был объединён с 17-м/21-м уланским полком в Её Величества королевский уланский полк.

## Боевая слава
Кроме своих, полк также унаследовал боевую славу полков-предшественников, увековеченных в надписях на боевом знамени:
- Вторая мировая война: Kasserine, Fondouk, Kairouan, Bordj, Djebel Kournine, Tunis, Gromballa, Bou Ficha, North Africa 1942-43, Cassino II, Liri Valley, Monte Piccolo, Capture of Perugia, Arezzo, Advance to Florence, Argenta Gap, Traghetto, Italy 1944-45
- Война в Персидском заливе: Gulf 1991